# Волочаевская операция
Волочаевская операция (Волочаевское сражение, Волочаевская битва) — наступательная операция войск Народно-революционной армии Дальневосточной республики против войск Белоповстанческой армии, проведённая 5—14 февраля 1922 года в районе станции Волочаевка Амурской железной дороги, на подступах к Хабаровску. Составная часть Хабаровского похода. В результате Волочаевской операции оборона войск Белоповстанческой армии была прорвана частями Народно-революционной армии, и 14 февраля без боя был взят Хабаровск. Стратегическая инициатива перешла к Народно-революционной армии, что создало условия для освобождения Приморья, а затем привело к окончательному разгрому сил белых на Дальнем Востоке.

## Военно-политическая обстановка
К началу февраля 1922 года Белоповстанческая армия, не получая поддержки интервентов и утратив стратегическую инициативу, была вынуждена перейти к обороне. Недостаточное обеспечение боеприпасами не позволило белоповстанцам использовать главное их преимущество — более профессиональный кадровый состав. В то же время Народно-революционная армия Дальневосточной Республики не испытывала таких проблем с боеприпасами и, получив кадровую поддержку из Советской России, имела возможность перейти в решительное наступление.

## Планы сторон

### Белоповстанческая армия
Целью Белоповстанческой армии было удержаться на занятых рубежах, выиграв тем самым время для развёртывания армии. Под руководством полковника Аргунова уже в январе началось лихорадочное строительство укреплённых позиций в районе Волочаевки между Тунгуской и Амуром. Центром обороны была сопка Июнь-Корань, занимавшая господствующее положение над безлесной равниной. Оборонительные линии Волочаевского укреплённого района включали окопы в полный рост, ледяные валы, скрытые пулемётные гнёзда, оборудованные в инженерном отношении артиллерийские позиции и наблюдательные пункты, проволочные заграждения в 5—6 рядов. Кроме того, с целью не допустить обхода позиций с фланга, колючей проволокой были опутаны деревья на опушке леса. Ширина фронта между Амуром и Тунгуской составляла 18 км, кроме того, на амурском направлении были созданы опорные пункты в Верхнеспасском и Нижнеспасском. Дополнительным препятствием для наступающих был глубокий снег и бездорожье.
К началу сражения силы Белоповстанческой армии под общим руководством генерала Молчанова располагались следующим образом:
- в Волочаевке находилась группа полковника Аргунова (свыше 2300 штыков и сабель, 37 пулемётов, 8 орудий), за её правым флангом, у деревни Даниловка — группа полковника Ширяева (900 чел. и 11 пулемётов), в деревне Архангеловка для обеспечения правого фланга — группа генерала Е. К. Вишневского (500 чел.);
- в Верхеспасском и Нижнеспасском находилась группа генерала И. Н. Никитина (500 чел., 6 пулемётов, 2 орудия);
- в деревне Дежнёвка — основной резерв, Поволжская бригада под командованием генерала Н. П. Сахарова (750 чел., 17 пулемётов).

### Народно-революционная армия
Тактической задачей НРА было овладение Волочаевским укреплённым районом, стратегической — окружение главных сил белых в районе Хабаровска.
Сосредоточение сил НРА производилось в районе станции Ин. Перед началом наступления воинские части получили пополнение из местных партизан и 1000 коммунистов, были также приняты меры по увеличению производства боеприпасов в Благовещенске, снабжению армии тёплой одеждой, активизации партизанского движения в тылу белых. К началу сражения силы Восточного фронта под общим командованием В. К. Блюхера включали в себя две оперативные группы:
- Инская группа (командующий С. М. Серышев) включала сводную стрелковую бригаду Я. З. Покуса, 4-й отдельный кавалерийский полк, партизанские отряды Ф. И. Петрова-Тетерина и И. П. Шевчука и насчитывала 3120 бойцов, 121 пулемёт, 16 орудий, 2 танка, 3 бронепоезда.
- Забайкальская группа (командующий Н. Д. Томин) включала 1-ю Читинскую стрелковую бригаду, Троицкосавский отдельный кавалерийский полк и Читинский отдельный кавалерийский дивизион и насчитывала 4480 бойцов, 179 пулемётов и 14 орудий.

Инская группа должна была штурмовать Волочаевку. Забайкальская группа должна была захватив Верхнеспасское и Нижнеспасское выйти в тыл Белоповстанческой армии, окружить ее и уничтожить.

## Ход сражения
5 февраля 1922 года 2-й стрелковый полк из состава 1-й Читинской стрелковой бригады овладел станцией Ольгохта и отразил 7 февраля контратаку белых, обеспечив развёртывание Инской группы.
8 февраля было завершено сосредоточение сил НРА в районе Ольгохты, 9 февраля Забайкальская группа вышла из Ольгохты с целью выйти в тыл белым. В составе Инской группы были подготовлены несколько «штурмовых колонн», перед которыми была поставлена задача подготовить проходы в проволочных заграждениях: личный состав колонн довооружался ручными гранатами и получал ножницы, «кошки» и топоры для преодоления проволочных заграждений. Тем не менее, инструмента не хватало, и в первый день штурма бойцы были вынуждены рвать проволоку штыками, рубить шашками, сбивать прикладами.
Отряд красных партизан под командованием И. П. Шевчука, получив приказ активизировать действия в тылу у белых, приступил к диверсиям на линии железной дороги, что вынудило белоповстанцев снять с фронта и направить к Хабаровску один из трёх бронепоездов.

### Первый штурм
10 февраля в 11 часов 50 минут начался первый штурм сопки Лумку-Корань. Штурм проходил в 35-градусный мороз. Не имея возможности использовать бронепоезда и отставшую артиллерию, Инская группа красных наступала в пешем строю при поддержке двух танков FT-17. На правом фланге им удалось прорвать проволочные заграждения, однако прорыв был ликвидирован. Наступление захлебнулось. Потеряв 480 бойцов убитыми, ранеными и замёрзшими, а также оба танка (один был подбит, а другой вышел из строя), штурмующие отошли на исходные позиции.

На севере Тунгусской группе удалось выбить белых из села Архангельское, однако дальнейшее её наступление было остановлено.
В этот же день, 10 февраля Забайкальской группе удалось выйти в тыл к белым и занять село Верхнеспасское, создав тем самым угрозу на южном фланге белых и обеспечив возможность дальнейшего наступления.
11 февраля 1922 года Забайкальская группа заняла Нижнеспасское, разгромив группу генерала Никитина и начала продвижение на Казакевичево.
В этот же день, 11 февраля 1922 года, имела место артиллерийская дуэль между двумя бронепоездами РККА и двумя бронепоездами белых, но после того, как вышедшая в тыл белоповстанцев рейдовая группа НРА подожгла железнодорожный мост, белые бронепоезда отступили в Хабаровск.
В полночь 12 февраля генерал Молчанов направил против Забайкальской группы свой главный резерв — Поволжскую бригаду.
К вечеру 11 февраля 1922 года были восстановлены мосты у станции Ольгохта, по которым в район Волочаевки были немедленно направлены бронепоезда № 8 и № 9.

### Второй штурм
Основной штурм начался 12 февраля в 8 часов утра. Командование красных приняло решение наступать вдоль железной дороги. Это дало возможность реализовать преимущество в артиллерии и использовать бронепоезда. В течение двух часов, несмотря на огонь артиллерии и бронепоездов противника, красным удалось преодолеть заграждения. Бронепоезд № 8 (командир И. Дробышевский) по горящему мосту ворвался в расположение белых и открыл огонь, вызвав замешательство и потери среди оборонявшихся.
Около 10 утра белые начали отход, к полудню Волочаевка была полностью занята частями НРА.
В этот же день Забайкальская группа разгромила Поволжскую бригаду Белоповстанческой армии и начала движение в сторону железной дороги. Из-за усталости личного состава красным не удалось организовать преследование Белоповстанческой армии, организованно отходившей в сторону Хабаровска.

## Исход операции
13 февраля войска красных возобновили преследование. 14 февраля без боя был взят Хабаровск, а 16 февраля части Белоповстанческой армии окончательно вышли из-под удара, отступив в Приморье.

## Итоги
После победы в Волочаевской операции и освобождения Хабаровска стратегическая инициатива перешла к Народно-революционной армии и были созданы условия для освобождения всего Приморья (что впоследствии привело к окончательному разгрому сил белых на Дальнем Востоке).
По результатам операции, орденами Красного Знамени были награждены 6-й стрелковый полк, 3-я лёгкая артиллерийская батарея, бронепоезд № 8 и 67.

## Памятники, отражение в культуре и искусстве
Волочаевская операция упоминается в известной песне Гражданской войны «По долинам и по взгорьям»: «Штурмовые ночи Спасска, Волочаевские дни».
В честь Волочаевской операции были названы улицыв различных населённых пунктах государств бывшего СССР, например, в Москве, Казани, Хабаровске, Новосибирске.
В 1927 году было принято решение о создании мемориала на месте сражения, и 11 ноября 1928 года здесь был создан мемориал и музей, посвящённый битве (ныне недействующий). Скульптором, выполнившим бронзовый памятник, был А. А. Бадоньи — бывший австрийский военнопленный, а впоследствии — интернационалист и один из участников сражения.
В 1937 году был снят фильм «Волочаевские дни», посвящённый событиям на Дальнем Востоке.
Волочаевский бой упоминается в документальном фильме «Страна родная» (1942). Фильм был создан для подъёма людей на Великую Отечественную войну, но в нём кратко рассказывается об истории СССР, о Гражданской войне.
В 1975 году в Хабаровске была открыта панорама «Волочаевская битва» — одна из пяти существующих в России, внесена в архив панорам мира.
Бой также описан в романе Ю. Семёнова «Пароль не нужен».
Песню «По долинам и по взгорьям» («Волочаевские дни») исполняет Владимир Толоконников в фильме «Облако-рай» (1990).
- Панорама «Волочаевская битва»
(Хабаровский краевой музей имени Н. И. Гродекова)
- «И останутся как в сказке,
Как манящие огни,
Штурмовые ночи Спасска,
Волочаевские дни…»
Памятник героям гражданской войны на Дальнем Востоке на Комсомольской площади Хабаровска
- Братская могила и часовня на вершине сопки Июнь-Корань
- Памятник красным партизанам в селе Волочаевка-1